# اولاف توفته
اولاف توفته (نروژی: Olaf Tufte؛ زادهٔ ۲۷ آوریل ۱۹۷۶) یک قایقران روئینگ اهل نروژ است.
از افتخارات وی می‌توان به کسب مدال طلا انفرادی دوپارو در بازی‌های المپیک تابستانی ۲۰۰۴ و بازی‌های المپیک تابستانی ۲۰۰۸ اشاره کرد.